# Поверительное клеймо
Поверительное клеймо — знак, нанесённый на средство измерений, дополнительное устройство и (или) техническую документацию и удостоверяющий, что поверка средства измерений проведена с удовлетворительными результатами, а также предназначенный для защиты средств измерений от любого несанкционированного доступа, включая регулировочные (юстировочные) устройства.
Специальные поверительные клейма также используются для гашения существующего поверительного клейма.
Поверительные клейма используют органы Государственной метрологической службы, Государственные научные метрологические центры Госстандарта России, а также метрологические службы юридических лиц, аккредитованные на право поверки средств измерений.

## Способы нанесения поверительных клейм
- ударный,
- давление на пломбу или специальную мастику,
- наклейка,
- электрографический,
- электрохимический,
- другие способы (пескоструйный, методом выжигания и т.д.).

## Требования к поверительным клеймам
Поверительное клеймо должно иметь чёткий рисунок, который сохраняется на протяжении всего межповерочного интервала применительно к условиям, в которых эксплуатируется то или иное средство измерений.